# 小行星16765
小行星16765（16765 Agnesi）是一颗绕太阳运转的小行星，为主小行星带小行星。该小行星于1996年10月16日发现。

## 轨道参数
小行星16765的轨道半长轴为2.6238329 UA，离心率为0.111。